# Den gode, den onde, den fule och Rippe
Den gode, den onde, den fule och Rippe är en show med After Shave och Anders Eriksson.
Sommaren 2001 gav sig After Shave och Anders Eriksson ut på en sommarturné i södra Sverige. 
Showen innehöll gamla välkända nummer ur Galenskaparna och After Shaves repertoar, men även nyskrivna nummer. Här fick publiken bland annat möta dansbandet Spånez som improviserade fram en ny låt varje kväll efter förslag från publiken. Mellan 18 och 29 juli hann de besöka 11 orter.

## Turnéplan
- 18/7 ... Helsingborg
- 19/7 ... Lysekil
- 20/7 ... Gräfsnäs
- 21/7 ... Kalmar
- 22/7 ... Söderköping
- 24/7 ... Mariestad
- 25/7 ... Karlstad
- 26/7 ... Marstrand
- 27/7 ... Hjo
- 28/7 ... Gränna
- 29/7 ... Varberg